# Кьонбоккун
Дворец „Кьонбоккун“, известен още и като „Кьонбок“ (Хангъл: 경복궁; Ханча: 景福宮; буквален превод: „Дворец благословен от Небесата“) е дворец в Южна Корея, помещавал кралското семейство на династия Чосон, придворните и правителството на страната. Най-големият от петте двореца, строени по времето на Чосон, разполагал със 7700 стаи, помещавани в 500 сгради на площ от 40 хектара. Днес от двореца са запазени сградите, служели за управлението на държавата, портите и покоите на кралското семейство.
„Кьонбуккун“ служи за главен дворец на династия Чосон, докато помещенията не са били разрушени от огън по време на Японската инвазия в Корея (1592 – 1598) и изоставени в продължение на два века. Благодарение на принц Гънг, през XIX век дворецът е възстановен напълно.
През ранните години на XX век, дворецът системно е разрушаван от Японската империя. Оттогава дворецът е реставриран в оригиналния си вид. Днес дворецът е най-красивият и величествен от петте и помещава на територията си Националния музей на двореца и Националния фолклорен музей.

## Преглед
„Кьонбоккун“ е построен три години след основаването на династия Чосон и служи за главен дворец. Заедно с улицата на шестте министри извън портата Гуанхуамун, главния вход на двореца, „Кьонбоккун“ се намирал в сърцето на столицата. Дворецът постоянно се разширява до Японската инвазия през 1592.
През следващите 273 години дворецът е изоставен, докато през 1867 година под ръководството на принц Гънг се реставрират 330 сгради под формата на лабиринт. Сред реставрираните сгради са външният двор, офисите на краля и държавните служители, вътрешният двор, който включва жилищните помещения за кралското семейство и градини за отдих, резиденцията на кралицата и на коронования принц.
Благодарение на статута си като символ на националния суверенитет, „Кьонбоккун“ е разрушен по време на Японската окупация в началото на XX век. През 1911 година става собственост на японския губернатор-генерал на Корея. Пред 1915 под претекст за провеждане на изложба, повечето сгради са разрушени. На мястото на разрушените сгради са построени колониален щаб на правителството на Япония в Корея.
Възстановяването на двореца в сегашното му състояние започва през 1990. Колониалният щаб е премахнат, а портите Хънгньемун (2001) и Гуанхуамун (2006 – 2010) са възстановени. Реставрирани са също и вътрешният двор и резиденцията на коронования принц.

## Сгради

### Покои на краля
„Гангньончон“ (Хангъл: 강녕전; Ханча: 康寧殿) или Покоите на краля е сграда, помещавала покоите на кралете на Чосон. Построена е през 1395 от крал Таеджо. Разрушена е през 1592 по време на Японските инвазии и възстановена през 1867, но отново изгорена през 1876 и възстановена през 1888.
През 1917 година, покоите на краля в двореца „Чандоккун“, тогава използвани от Японското правителство, били опожарени и японците разрушават „Гангньончон“, за да могат да построят отново опожареното в „Чандоккун“. Съвременната сграда е реставрирана през 1994 година.
„Гангньончон“ се състои от коридори и четиринадесет правоъгълни помещения, като седем се редуват от дясната и лявата страна образувайки шахматна дъска. Кралят използва централните стаи, а съдебните служители останалите седем, за да защитават, помагат и получават поръчки от краля. Сградата лежи върху висока каменна основа и има веранда в предната си част.
За разлика от другите сгради, липсва белият покрив наречен йонгмару. По време на Чосон, кралят е изобразяван като дракон, а йероглифа за дракон е „йонг“, затова липсата на йонгмару се обяснява с твърдението, че не може дракон да бъде на върха на покоите, докато кралят си почива.

### Тронна зала
„Гънчонгчон“ (Хангъл: 근정전; Ханча: 勤政殿) или Тронната зала е сградата, където официално кралят приема служителите си за конференции, издава документи с национално значение и приема чуждестранни пратеници и посланици. Сградата е обявена за национално съкровище No. 223 на 8 януари 1985 година.
Тронната зала е официално посторена през 1395, но е изгорена през 1592 по време на Японските инвазии. Днешната сграда е построена през 1867 година. „Гънчонгчон“ е име, дадено от министъра Чонг До-чун и значи „усърдието помага на управлението“.
Построена главно от дърво, залата лежи в центъра на голям правоъгълен двор, върху двустепенна каменна платформа. Платформата е облицована с балюстради и украсена с много скулптури на митологични или истински животни като дракони и феникси. Дворът е тип паве с два реда камъни, на които в зависимост от ранга на служителя пише къде трябва да застане.
„Гънчонгмун“, която се намира на юг от „Гънчонгчон“ e главната порта към двора. Разделена е три, като само кралят може да минава през средната.

### Гуанхуамун
„Гуанхуамун“ (Хангъл: 광화문 Ханча: 光化門) е главната порта на двореца. След като е разрушена от Японските инвазии, е възстановена през 1867, докато през 1926 не е деконструирана и преместена, за да може да се построи сградата на японския генерал-губернатор. По време на Корейската война, дървената ѝ конструкция е унищожена напълно, а каменната основа е занемарена. През 1963 година правителството я възстановява, като поставя портата пред сградата на японския генерал-губернатор, а дървената конструкция е построена с бетон. Също така надписът на портата е написан с хангъл (корейската азбука става факт през 1446, а дворецът е построен в първите години на Чосон, които властват от 1392 година.)
Реставрацията на портата в оригиналния ѝ вид трае от декември 2006 до август 2010. Проектът е на стойност около 43 милиона лева и връща конструкцията на първоначалната позиция, дървената част също е възстановена, а надписът е изписан отново с ханча.

### Гьонхору
„Гьонхору“ (Хангъл: 경회루 Ханча: 慶會樓) е зала, използвана, за да приема важни и специални държавни банкети. Регистрирана е за национално съкровище No. 224 на 8 януари 1885.
Първоначално залата е построена през 1412 година по времето на крал Теджон и изгорена по време на Японските инвазии. Днешната сграда е построена през 1867 на изкуствен остров, заобиколен от правоъгълно езеро.
Изградена главно от дърво и камък, дървената структура на „Гьонхору“ се крепи върху 48 големи каменни колони с дървени стълби, свързващи двата етажа на сградата. Външните колони са квадратни, докато вътрешните са цилиндрични, поставени така, че да изобразяват идеята за Ин и Ян. Когато е построена за първи път, каменните колони са били декорирани със скулптури, изобразяващи дракони, отлитащи към небето, но при реставрацията от XIX век не са били възстановени. Три каменни моста свързват сградата с двореца, а ъглите на парапетите около острова са украсени със скулптури, изобразяващи дванадесет зодиакални животни.

### Покои на кралицата
„Гьотечон“ (Хангъл: 교태전; Ханча: 交泰殿) е сграда, която помещава покоите на кралиците на Чосон. Намира се зад покоите на краля. Построена е около 1400, по времето на крал Седжон.
Крал Седжон, който в късния период на управлението си не бил в добро здравословно състояние, решава да изпълнява задълженията си в неговите покои, вместо в друга сграда, предназначена за това. След като много служители излизали и влизали в покоите му, решава да построи „Гьотечон“, за да може кралицата да не бъде обезпокоявана постоянно.
Сградата е изгорена по време на Японските инвазии от 1592 и реставрирана през 1867. През 1917 година, покоите на кралицата в двореца „Чандоккун“, тогава използвани от Японското правителство, били опожарени и японците разрушават „Гьотечон“, за да могат да построят отново опожареното в „Чандоккун“. „Гьотечон“ също няма типичния бял покрив – йонгмару. Съвременната сграда е реставрирана през 1994 година.
Амисан е известна градина, намираща се зад „Гьотечон“, направена от изкуствена могила. Четири шестоъгълни комина, построени през 1869 с оранжеви тухли и декорирани керемиди, красят Амисан, без да показват тяхната утилитарна функция, и са забележителен пример на формиращото се изкуство, създадено по време на династията Чосон. Комините са регистрирани като национално съкровище No. 811 на 8 януари 1985 година.

### Хянгуончон
„Хянгуончон“ (Хангъл: 향원정; Ханча: 香遠亭) е малък двуетажен шестоъгълен павилион изграден на изкуствен остров, построен около 1873 от крал Коджон.
Мостът „Чуихагьо“, съпътстващ павилиона, е първоначално построен от северната страна и е бил най-дългият мост, построен изцяло от дърво по време на династия Чосон. Разрушен е по време на Корейската война. Мостът е реставриран в съвременната си форма от южната страна на острова през 1953.

### Покоите на кралицата-майка
„Чагьончон“ (Хангъл: 자경전; Ханча: 慈慶殿) или покоите на кралицата-майка е сграда, използвана за главна резиденция на кралица Шинчонг, майка на крал Хончон. Построена е през 1865 и е два пъти жертва на пожар и реконструирана през 1888. „Чагьончон“ е единствената сграда, която оцелява след Японската инвазия в Корея. Сградата и декорираните ѝ стени са регистрирани като национално съкровище No. 809 на 8 януари 1985 година.
Комините на сградата са декорирани с десет знака на дълголетието – пожелания за дълъг живот на кралицата-майка, докато западните стени са украсени с флорални дизайни. Издадената югоизточна част на сградата е направена, за да държи топло през зимата, докато северозападната част е направена за летния сезон. В източната част на резиденцията са се помещавали служителите на кралицата.

### Библиотека
„Чипокче“ (Хангъл: 집옥재; Ханча: 集玉齋) е двуетажна частна библиотека, използвана от крал Коджон. През 1876 година голям пожар обхванал „Кьонбоккун“ и крал Коджон за кратък период пребивава в „Чандоккун“. Мести се отново в „Кьонбоккун“ през 1888, но понеже вече в „Чандоккун“ си има направена библиотека, тя просто е разглобена и преместена на днешното си място през 1891. Чипокче се превежда като „сграда, събираща жадни“.
Сградата показва сериозно заимстване от китайската архитектура, вместо традиционната корейска. Стените са изцяло изградени от тухла, което е обичайно за Китай. Освен това покривът, интериорът и колоните също са подчинени на китайската архитектура. Вероятно са искали да предадат по-екзотичен вид на двореца с различна архитектура.
„Чипокче“ е обграден от осмоъгълен двуетажен павилион от ляво и от още една сграда от дясно. Павилионът е служел за съхраняването на книги, докато сградата е част от „Чипокче“. И двете сгради са свързани вътрешно с библиотеката. Имало е още две сгради, формиращи цял комплекс, но са разрушени от японците през XX век.

### Офиси на краля и правителството
„Сачонгчон“ (Хангъл: 사정전; Ханча: 思政殿) е сграда, използвана за главен офис на краля по време на династия Чосон. По време на управлението си, кралете изпълняват задълженията си и провеждат срещи с висши правителствени служители. Сградата е придружавана с две отделни сгради. Интересното при сградите е, че са оборудвани с отоплителна система, за разлика от „Чагьончон“.
„Съчонгчон“ (Хангъл: 수정전; Ханча: 修政殿) е сграда, построена през 1867 и използвана от кабинета на Чосон.

### Теуончон
„Теуончон“ (Хангъл: 태원전; Ханча: 泰元殿) е фамилен храм, построен през 1868 и служи за отдаване на почит към предишните поколения. Разрушен е до основи от Японското правителство през ХХ век, съвременната реставрация е от 2005 година.

### Донгунг
„Донгунг“ (Хангъл: 동궁; Ханча: 東宮) е резиденция, помещаваща коронования принц и жена му. Резиденцията има четири главни сгради, включително зала за лекции, където коронованият принц се подготвя за трона, и охранителна сграда. По време на Японската окупация е сринат. Възстановен е през 1999 година, като само две сгради от четирите са реставрирани.

### Гончонгунг
„Гончонгунг“ (Хангъл: 건청궁; Ханча: 乾淸宮) е частна резиденция, построена от крал Коджон през 1873 година.
Крал Коджон пребивавал в резиденцията от 1888 и едновременно с това я е разширявал, но на 8 октомври 1895 година императрица Мьонсонг, съпругата на крал Коджон е брутално убита от японски агенти в сградата. Тялото ѝ е било изгорено и заровено до резиденцията. Японското правителство по-късно напълно разрушава „Гончонгунг“. Съвременната реставрация е от 2007 година.

### Резиденция на генерала-губернатор
Задният двор на „Кьонбоккун“ по време на Японската окупация е използван като резиденция на генерала-губернатор. Резиденцията е построена през ранните години на ХХ век. Със създаването на Република Корея през 1948, президентът Рий Сингмем използва сградата като официален офис и резиденция. През 1993 при управлението на президента Ким Йонг-сам, сградата на японския генерал-губернатор е премахната, за да заличи основния спомен за японския колониализъм.

## Туризъм
Дворецът е отворен за посетители всеки ден, без вторник. През лятото работи от 9:00 до 18:30, а зимата от 9:00 до 17:00. Цените на билетите варират между 3000 уона (около 5 лева) за единичен билет и 1500 уона (около 2,50 лева) за група от 10 души и нагоре, като билетите за деца под 6 години и възрастни над 65 години е безплатен. В определени часове има безплатен екскурзовод. Има възможност и за комбиниран билет, който обхваща посещенията на всичките пет двореца в Сеул.
Голяма антракция за чужденците са сменящите се стражи при портата „Гуанхуамун“. Смяната на стражите се осъществява всеки ден пред портата от 10:00 до 15:00 часа.